# 粘弾性
粘弾性（ねんだんせい、英: viscoelasticity）とは、粘性と弾性の両方を合わせた性質のことである。基本的にすべての物質が持つ性質であるが、特にプラスチックやゴムなどの高分子物質に顕著に見られる。

## 概要
一般に粘性は液体の、弾性は固体の性質と考えられる。どちらもそれぞれにおける変形のしやすさ（しにくさ）を表すものであるが、その様相には大きな差がある。固体は加えられた力に応じて変形するが、加えた力がなくなれば元の形に戻る。液体の場合にはやはり変形するが、力がなくなっても元には戻らない。
ところが、例えばビニールの場合、引っ張ると伸びるが、力を抜いてもすぐには戻らず、ゆっくりと元に戻る。また卵の白身は液体に見えるが、かき混ぜた箸をはずすと多少だが跳ね返るように戻る。これらの物質は粘性と弾性を兼ね備えているために、このような挙動をすると考えられる。
ある物質が粘弾性体か、あるいは粘性体または弾性体に近いのかは、その物質に一定のひずみを与えたときの応力緩和（応力の時間変化）の緩和時間を見ることで判別できる。緩和時間が観測の時間スケールに対して十分短ければ粘性体、長ければ弾性体、同等のスケールであれば粘弾性体として扱われる。このことから、緩和時間と観測時間スケールの比はデボラ数と名付けられ、判別の目安として用いられる。
層流状態の粘弾性流体と、乱流状態のニュートン流体（を粗視化してみた流れ）とが示す振る舞いが似ていることが指摘されている。

## 応力とひずみの関係
粘弾性体は、弾性体と粘性体の間の性質を持つ。力を加えて変形させ、その応力（力÷面積）を一定に保つとひずみ（変形長さ÷元の長さ）は徐々に大きくなる。このとき、ひずみ速度（ひずみ÷時間）は時間経過に伴い大きくなる。言い換えれば、ひずみを一定に維持しようとするとき、必要な応力は加速度的に小さくなる。完全弾性体では応力とひずみは比例関係にあり、応力を一定に保つとひずみは変化しない。完全粘性体に力を加えるとエネルギーは熱となり失われる。ひずみが一定のとき、応力は無くなる（0になる）。

## 動的弾性率
粘弾性は動的弾性率で表現できる。応力を周期的に与え、応力と時間の関数が正弦波を示すようにすると、完全弾性体ではひずみ-時間関数の挙動は応力-時間関数の挙動と一致する。応力がゼロ点と極値（極大値と極小値）をとる時間はひずみと同じとなる。完全粘性体のひずみ-時間関数は応力-時間関数とπ/2の位相差を持つ。応力がゼロ点となるときひずみは極値を取り、応力が極値となるときひずみはゼロ点を示す。粘弾性体では、ひずみ-時間関数と応力-時間関数との位相差は-π/2からπ/2の間に存在する。

## 分類
線形粘弾性
粘弾性体にひずみを加えた際の挙動が線形で表せる性質のことである。この性質を表すためにマクスウェルモデルやケルビン・フォークトモデルがよく用いられる。実際には非線形であっても、物体のひずみが1以下の小変形時に線形近似することで線形粘弾性として扱うことが多い。
非線形粘弾性
粘弾性体にひずみを加えた際の挙動が線形で表せず非線形となってしまう性質のことである。物体のひずみが1以上の大変形の際によく見られる性質である。解析は線形粘弾性より複雑である。

## 複素弾性率

粘弾性のマクスウェルモデル。外力に対して応答の速いばね（E）と、応答の遅いダッシュポット（η）を直列に並べたものとして表される。粘弾性体の応力緩和を表現する。

ケルビン・フォークトモデル。ばねとダッシュポットを並列に並べたものとして表される。粘弾性体のクリープを表現する。

標準線形固体（SLS）モデル。上記2つのモデルを組み合わせたもので、応力緩和とクリープの両方を表現できる。

粘性はニュートンの粘性法則などの応力-ひずみ速度の関係で、弾性はフックの法則などの応力-ひずみ関係で記述されるが、線形粘弾性に対する、これらに相当するパラメータが複素弾性率である。粘弾性体に正弦波形のひずみを入力したときの応力の応答によって定義する。電気工学で用いられるインピーダンスや、制御工学の周波数伝達関数に良く似た概念である。
右図の各モデルに対して、複素弾性率 E*は以下のように複素数で、かつ入力の角周波数 ωの関数として定義される。
- マクスウェルモデル（en:Maxwell material）

{\displaystyle E^{*}(\omega )=\left({\frac {1}{E}}+{\frac {1}{i\omega \eta }}\right)^{-1}}
- ケルビン・フォークトモデル（en:Kelvin–Voigt material）

{\displaystyle E^{*}(\omega )=E+i\omega \eta }
- 標準線形固体モデル（en:Standard linear solid model）

{\displaystyle E^{*}(\omega )=E_{1}+\left({\frac {1}{E_{2}}}+{\frac {1}{i\omega \eta }}\right)^{-1}}
ただし、iは虚数単位である。
Eはばね係数でありエネルギーを蓄積する効果を、またηは粘性係数でありエネルギーを散逸させる効果を表している。このことから、複素弾性率の実部を貯蔵弾性率、虚部を損失弾性率と呼ぶことがある。
物質が粘性体に近いとき複素弾性率の位相はπ/2に近く、弾性体に近いときは0に近い。